# Södra Långasjön
Södra Långasjön är en sjö i Halmstads kommun i Halland och ingår i Suseåns huvudavrinningsområde. Sjön är 10,5 meter djup, har en yta på 0,0689 kvadratkilometer och befinner sig 165,1 meter över havet. Sjön avvattnas av vattendraget Döblaån.

## Delavrinningsområde
Södra Långasjön ingår i det delavrinningsområde (630459-132180) som SMHI kallar för Mynnar i Suseån. Medelhöjden är 146 meter över havet och ytan är 20,59 kvadratkilometer. Det finns inga avrinningsområden uppströms utan avrinningsområdet är högsta punkten. Döblaån som avvattnar avrinningsområdet har biflödesordning 2, vilket innebär att vattnet flödar genom totalt 2 vattendrag innan det når havet efter 40 kilometer. Avrinningsområdet består mestadels av skog (74 %) och sankmarker (12 %). Avrinningsområdet har 0,78 kvadratkilometer vattenytor vilket ger det en sjöprocent på 3,8 %.